# Campionato svizzero di hockey su ghiaccio 2009-2010
La stagione 2009-2010 del campionato svizzero di hockey su ghiaccio, settantaduesima edizione dalla nascita del campionato nazionale unico, ha visto la vittoria in Lega Nazionale A del SC Bern. Nell'altro campionato professionistico, la Lega Nazionale B, si è imposto il Lausanne HC, mentre fra i dilettanti della Prima Lega la vittoria è andata all'EHC Winterthur.

## Lega Nazionale A

### Partecipanti
Ambrì-Piotta ·  Berna ·  Bienne ·  Davos ·  Friburgo-Gottéron ·  Ginevra-Servette ·  Kloten Flyers ·  Langnau Tigers ·  Lugano ·  Rapperswil-Jona Lakers ·  Zugo ·  ZSC Lions

### Verdetti
| Lega Nazionale A 2009-2010 |
| -------------------------- |
| Berna                      |

## Lega Nazionale B

### Partecipanti
Ajoie ·  Basilea Sharks ·  La Chaux-de-Fonds ·  GCK Lions ·  Langenthal ·  Losanna ·  Young Sprinters ·  Olten ·  Sierre ·  Thurgau ·  Visp

### Verdetti
| Lega Nazionale B 2009-2010 |
| -------------------------- |
| Losanna                    |

| Lega Nazionale B 2009-2010 |
| -------------------------- |
| Young Sprinters            |

## Prima Lega

### Partecipanti

#### Girone Est
Arosa ·  Bülach ·  Ceresio ·  Dübendorf ·  Frauenfeld ·  Herisau ·  PIKES Oberthurgau ·  Uzwil ·  SC Weinfelden ·  EHC Wetzikon ·  Wil ·  Winterthur

#### Girone Centro
EHC Aarau ·  Adelboden ·  Brandis ·  Burgdorf ·  Huttwil ·  Lyss ·  Thun ·  Unterseen-Interlaken ·  Wiki-Münsingen ·  Zuchwil Regio ·  Zunzgen-Sissach

#### Girone Ovest
Bulle-La Gruyère ·  Düdingen Bulls ·  Franches-Montagnes ·  Moutier ·  Université Neuchâtel ·  Martigny ·  Saastal ·  Sion ·  Star Lausanne ·  HC Tramelan ·  Villars ·   Yverdon-les-Bains

### Verdetti
| Prima Lega 2009-2010 |
| -------------------- |
| Winterthur           |